# Oddur Einarsson
Oddur Einarsson, född 1559, död 1630, var en isländsk biskop.
Efter studier i Köpenhamn, bland annat under Tycho Brahe, blev Einarsson 1586 rektor för skolan i Holar och 1589 biskop i Skalholt. Einarsson verkade för det religiösa livets höjande och motarbetade gamla från den katolska tiden ännu kvarlevande seder och bruk. Han var samtidigt mycket intresserad av bevarandet av äldre dokument rörande Islands historia.